# Matsalviken
Matsalviken (estniska: Matsalu laht) är en vik på Estlands västkust, 100 km sydväst om huvudstaden Tallinn. Den ligger på gränsen mellan Hapsals stadskommun i landskapet Läänemaa i norr och Lääneranna kommun i Pärnumaa i söder. Den har en yta av 67 km2, är 16 km i längd och 4-6 km bred. 
Matsalvikens öppning är mot väster och havsområdet Moonsund som skiljer Estlands stora öar Ösel, Dagö, Moon och Ormsö från fastlandet. Ön Suurrahu är belägen i Matsalviken, liksom åarna Rannamõisa jõgi, Rõude jõgi och Kasari jõgi mynningar. Den avgränsas i norr av udden Puise nina och i söder av halvön Saastna poolsaar. Viken kännetecknas av öppna strandängar, vassar och mindre öar och är känd som en bra fågellokal, framför allt under våren då cirka 2 miljoner änder, gäss, svanar och vadare häckar vid dess stränder. Under hösten rastar upp till 21 000 tranor vid viken. Större delen av viken ingår i Matsalu nationalpark.